# CF Os Marialvas
CF Os Marialvas es un equipo de fútbol de Portugal que juega en el Campeonato de Portugal, la cuarta división nacional.

## Historia
Fue fundado el 21 de septiembre de 1931 en la ciudad de Cantanhede, Portugal del estado de Coimbra y lo más alto que ha estado en competiciones nacionales ha sido en la desaparecida II Divisão donde jugó en la década de los años 1980 en 12 temporadas, además de 36 temporadas en la desaparecida Tercera División de Portugal y de más de 30 participaciones en la Copa de Portugal.
En el siglo XXI el club estuvo en las divisiones regionales del Estado de Coimbra hasta que en la temporada 2023/24 es campeón regional y logra el ascenso al Campeonato de Portugal, regresando a las ligas nacionales tras más de 30 años de ausencia.

## Logros
- División Élite de Coimbra: 1

2023/24
- Campeonato de Coimbra: 1

1947/48
- Supercopa de Coimbra: 1

2022/23